# Зелена Іспанія

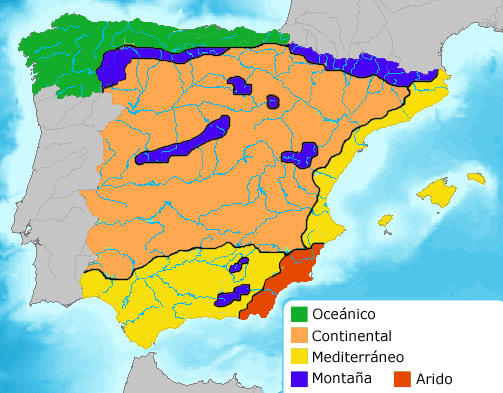
Зелена Іспанія на карті країни

Зелена Іспанія (ісп. España Verde і ісп. Cornisa Cantábrica, гал. Cornixa cantábrica, баск. Kantauriar eskualdea) — географічний регіон на півночі Іспанії, що займає узбережжі Біскайської затоки і Галісії, від кордону з Францією до Португалії.
Територія від решти частини країни відокремлена Кантабрійськими горами від масиву Сьєрра-де-Анкарес на заході до Баскських гір на сході.
На відміну від посушливої Месети, в Зеленій Іспанії вологий морський клімат. Опади випадають протягом усього року, 1000-1200 мм, на узбережжі — до 1700-1900 мм (150-200 дощових днів). Середньорічна температура в районі +13°С (в горах ще нижче), а різниця між самим теплим (серпень) і найхолоднішим місяцем (січень-лютий) становить близько 12 °C.
За винятком висотних гірських територій, Зелена Іспанія має самий холодний клімат в країні. Однак, значна кількість опадів сприяє рослинності. Берег Біскайської затоки називається Зеленим (Коста-Верде), на сході переходить в Коста-Васка (Берег басків). Узбережжя і північні схили Кантабрійськіх гір покриті лісами (каштан, бук, дуб, береза). Вище в горах створені національні парки і заповідні території, на яких мешкають іберійський вовк, іспанський козел і кантабрійський бурий ведмідь.
Історично на території Зеленої Іспанії розташовувалося Астурійське королівство, на територіях Піренейського півострова, нескорених маврами. Від Сантьяго-де-Компостела по південній межі королівства проходить паломницький Шлях Святого Якова.

## Галерея

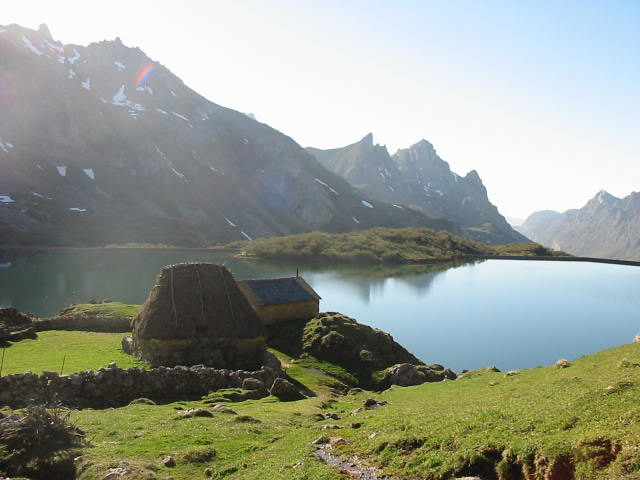
Астурія.
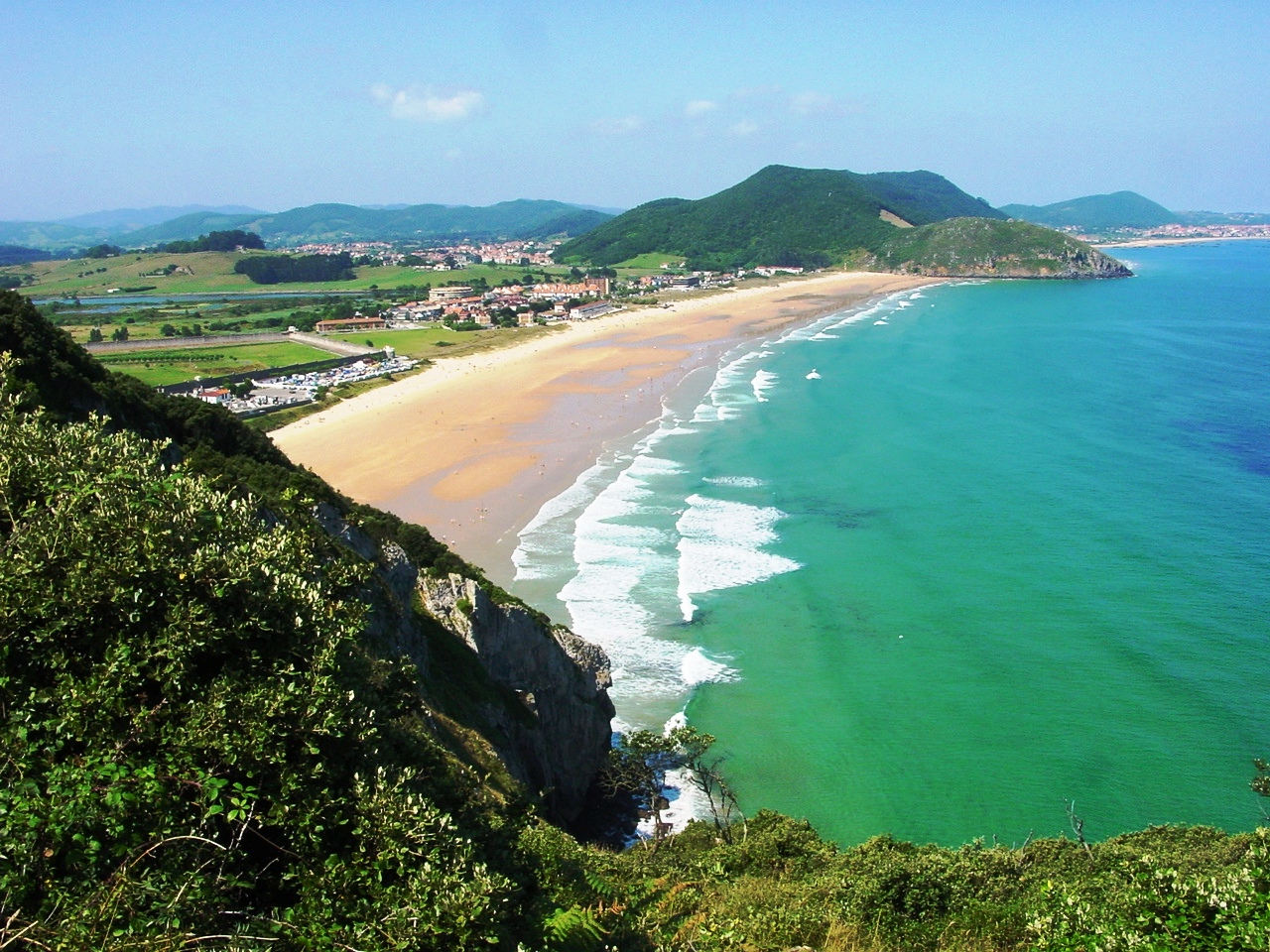
Кантабрія.
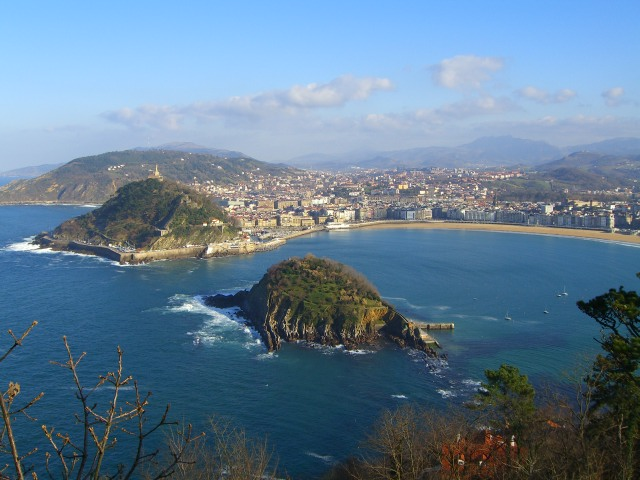
Гіпускоа.
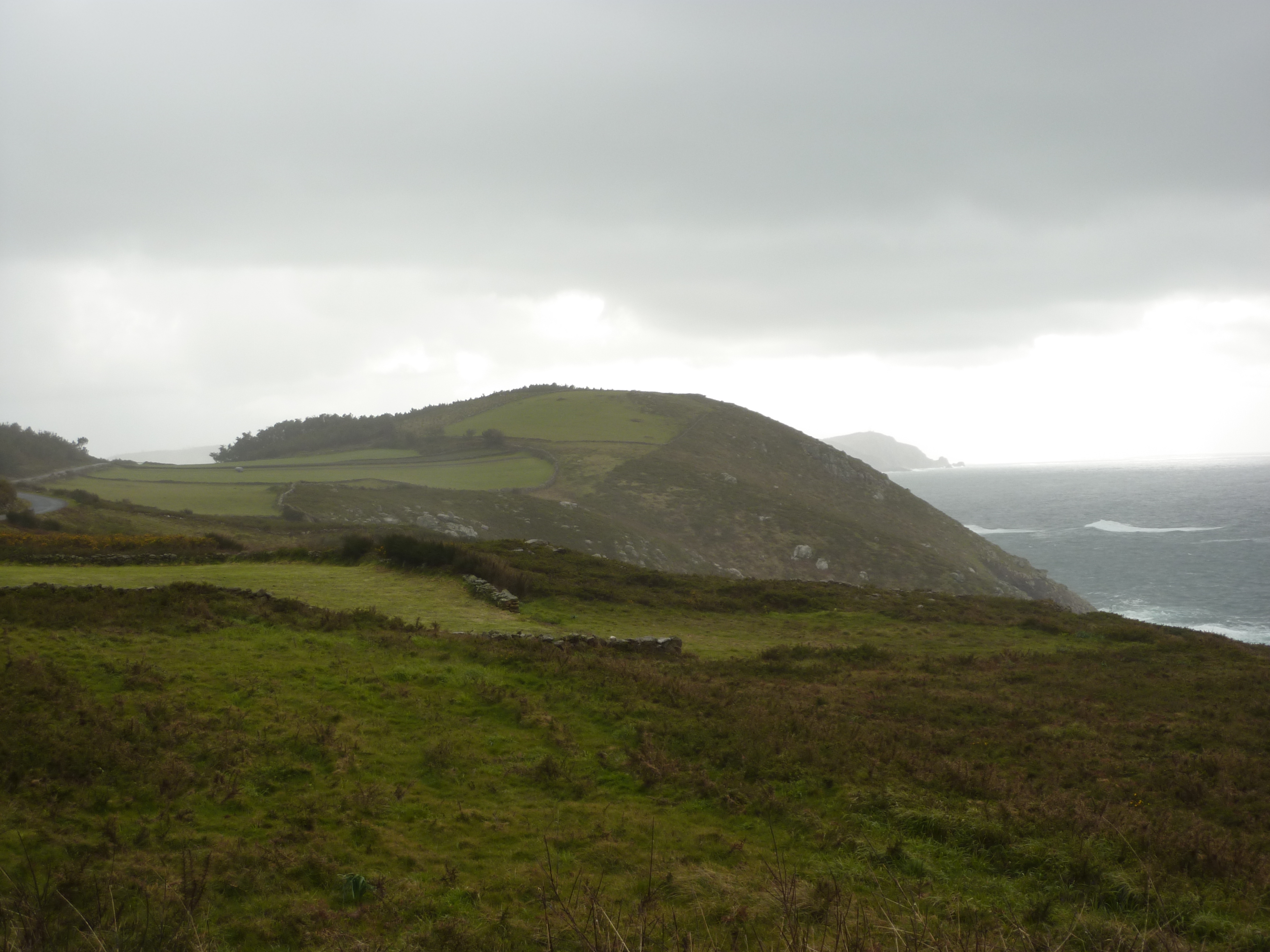
Галісія.